# Savior (cântec de Skillet)
Savior este un cântec înregistrat de formația americană Skillet pentru al doilea ei album de studio, Collide⁠(d).